# Micropsectra klinki
Micropsectra klinki är en tvåvingeart som beskrevs av Dionys Rudolf Josef Stur 2006. Micropsectra klinki ingår i släktet Micropsectra och familjen fjädermyggor.
Artens utbredningsområde är Nederländerna. Arten har ej påträffats i Sverige. Inga underarter finns listade i Catalogue of Life.